# درو (مدينة فرنسية)
درو (بالفرنسية: Droux)‏ هي بلدية في مقاطعة فيين العليا في منطقة أقطانية الجديدة غرب فرنسا.